# Division I 1984-1985
La Division I 1984-1985 è stata la 82ª edizione della massima serie del campionato belga di calcio disputata tra il settembre 1984 e il maggio 1985 e conclusa con la vittoria del Anderlecht, al suo diciottesimo titolo.
Capocannoniere del torneo fu Ronny Martens (Gent), con 23 reti.

## Formula
Come nella stagione precedente le squadre partecipanti furono 18 e disputarono un turno di andata e ritorno per un totale di 34 partite.
Le ultime 2 classificate retrocedettero in Division 2.
Le società ammesse alle coppe europee furono cinque: la squadra campione si qualificò alla Coppa dei Campioni 1985-1986, altre tre alla Coppa UEFA 1985-1986 e la vincitrice della coppa nazionale alla Coppa delle Coppe 1985-1986.

## Classifica finale
|    | Classifica                 | G  | V  | N  | P  | GF  | GS | Dif | Pt |
| -- | -------------------------- | -- | -- | -- | -- | --- | -- | --- | -- |
| 1  | Anderlecht                 | 34 | 26 | 7  | 1  | 100 | 25 | 75  | 59 |
| 2  | Club Bruges                | 34 | 19 | 10 | 5  | 80  | 46 | 34  | 48 |
| 3  | RFC Liégeois               | 34 | 17 | 12 | 5  | 64  | 36 | 28  | 46 |
| 4  | KSV Waregem                | 34 | 19 | 7  | 8  | 64  | 39 | 25  | 45 |
| 5  | KSK Beveren                | 34 | 17 | 7  | 10 | 67  | 32 | 35  | 41 |
| 6  | Gent                       | 34 | 14 | 12 | 8  | 62  | 36 | 26  | 40 |
| 7  | Anversa                    | 34 | 13 | 13 | 8  | 44  | 46 | -2  | 39 |
| 8  | Standard Liegi             | 34 | 10 | 13 | 11 | 42  | 43 | -1  | 33 |
| 9  | K. Waterschei SV Thor Genk | 34 | 9  | 14 | 11 | 29  | 37 | -8  | 32 |
| 10 | KSC Lokeren                | 34 | 10 | 10 | 14 | 55  | 59 | -4  | 30 |
| 11 | KSV Cercle Brugge          | 34 | 10 | 9  | 15 | 33  | 51 | -18 | 29 |
| 12 | KV Mechelen                | 34 | 9  | 10 | 15 | 37  | 54 | -17 | 28 |
| 13 | KV Kortrijk                | 34 | 8  | 11 | 15 | 41  | 64 | -23 | 27 |
| 14 | Sérésien                   | 34 | 9  | 8  | 17 | 42  | 64 | -22 | 26 |
| 15 | K. Lierse SK               | 34 | 7  | 11 | 16 | 26  | 58 | -32 | 25 |
| 16 | K. Beerschot VAV           | 34 | 7  | 10 | 15 | 38  | 60 | -22 | 24 |
| 17 | K. Sint-Niklase SK         | 34 | 6  | 9  | 19 | 42  | 78 | -36 | 21 |
| 18 | Racing Jet de Bruxelles    | 34 | 5  | 9  | 20 | 38  | 76 | -38 | 19 |

### Verdetti
- RSC Anderlecht campione del Belgio 1984-85.
- K. Sint-Niklase SK e Racing Jet de Bruxelles retrocesse in Division II.